# Shorea tumbuggaia
Shorea tumbuggaia là một loài thực vật thuộc họ Dipterocarpaceae. Đây là loài đặc hữu của Ấn Độ.